# Marceau Somerlinck
Marceau Somerlinck (parfois orthographié Sommerlynck), né le 4 janvier 1922 à Lille, ville où il est mort le 9 novembre 2005, est un footballeur français. 
Il dispute 433 matchs sous les couleurs du Lille OSC, ce qui constitue le record du club.

## Biographie
Le parcours de Marceau Somerlinck est indissociable de l'histoire du LOSC, dont il a contribué à écrire les plus belles pages. En 1935, il signe un contrat professionnel dans le club lillois du SC Fives, avec lequel il atteint la finale de la coupe de France en 1941. 
Contraint de jouer en 1943-1944 dans l'équipe fédérale Lille-Flandres créée par le régime de Vichy, il intègre à la Libération le Lille Olympique Sporting Club, formation issue de la fusion du SC Fives et de l'Olympique lillois. Sous les couleurs de LOSC, de 1945 à 1957, Somerlinck va se forger un palmarès exceptionnel, remportant par deux fois le Championnat de France, mais surtout en s'imposant à cinq reprises en Coupe de France, un record qui tient toujours mais qui a été depuis égalé par Dominique Bathenay, Alain Roche, Thiago Silva, Marquinhos et Ángel Di María. Il est de plus capitaine de cette équipe pendant de nombreuses années.
Il se retire ensuite à Ronchin, dont le club local le nomme entraîneur en 1957-1958. Il y ouvre par la suite un bar-tabac, comme ses parents qui en tenaient un près du stade Henri-Jooris de Lille.

## Carrière
- 1935-1943 :  SC Fives
- 1943-1944 :  ÉF Lille-Flandres
- 1945-1957 :  Lille OSC
- 1957-1958 :  US Ronchin

## Palmarès
- Champion de France en 1946 et en 1954 avec le Lille OSC
- Vainqueur de la Coupe de France en 1946, en 1947, en 1948, en 1953 et en 1955 avec le Lille OSC
- Vice-champion de France en 1948, en 1949, en 1950 et en 1951 avec le Lille OSC
- Finaliste de la Coupe de France en 1941 avec le SC Fives et en 1949 avec le Lille OSC
- Finaliste de la Coupe Latine en 1951 avec le Lille OSC